# Гай Скотт
Доктор Гай Ліндсей Скотт (англ. Guy Lindsay Scott; нар. 1 червня 1944, Марамба) — замбійський політик. Скотт обіймав посаду віцепрезидента Замбії з 2011 по 2014 рік, став виконувачем обов'язків президента після смерті президента Майкла Сата 28 жовтня 2014, займав цю посаду до обрання нового президента 25 січня 2015. Він став першим білим президентом африканської країни після апартеїду в Південній Африці.
Мати Скотта був англійським іммігрантом, його батько був шотландським іммігрантом. Середню освіту здобув у Лівінгстоні, потім вирушив до Великої Британії, де закінчив Кембридзький університет, отримавши диплом економіста. Він також має докторський ступінь з когнітивної науки Університету Сассекса в Англії.